# Chiroteuthidae
Chiroteuthidae zijn een familie van weekdieren uit de klasse van de Cephalopoda (inktvissen). 

## Geslachten
- Asperoteuthis Nesis, 1980
- Chiroteuthis d'Orbigny [in Férussac & d'Orbigny], 1841
- Chiroteuthoides Berry, 1920
- Grimalditeuthis Joubin, 1898
- Planctoteuthis Pfeffer, 1912
- Tankaia Sasaki, 1929

### Synoniemen
- Bigelowia MacDonald & Clench, 1934 => Chiroteuthis d'Orbigny [in Férussac & d'Orbigny], 1841
- Chiropsis Joubin, 1932 => Chiroteuthis d'Orbigny [in Férussac & d'Orbigny], 1841
- Diaphanoteuthis Tomlin, 1931 => Chiroteuthis d'Orbigny [in Férussac & d'Orbigny], 1841
- Doratopsis Rochebrune, 1884 => Chiroteuthis d'Orbigny [in Férussac & d'Orbigny], 1841
- Leptoteuthis Verrill, 1884 => Chiroteuthis d'Orbigny [in Férussac & d'Orbigny], 1841
- Valbyteuthis Joubin, 1931 => Planctoteuthis Pfeffer, 1912